# Kodeks Tang
Kodeks Tang (chiń. 唐律; pinyin Táng lǜ) – zbiór praw powstały w 624 roku w Cesarstwie Chin, w okresie panowania dynastii Tang. Łączył on zarówno postulaty legistów, jak i konfucjanistów. Zgodnie z Nową Księgą Tang, kodeks obok ustaw (ling), dekretów (ge) i przepisów (shi) stanowił jeden z filarów prawodawstwa chińskiego. Kodeks Tang pozostawał w mocy przez sześć wieków,  do czasu zniesienia go w 1323 roku przez nową regulację wydaną przez dynastię Yuan.

## Układ Kodeksu
Kodeks Tang zawiera ponad 500 artykułów. Zostały one pogrupowane w 12 rozdziałach.
| Rozdział | Przedmiot                                                                |
| -------- | ------------------------------------------------------------------------ |
| I        | Przepisy ogólne                                                          |
| II       | Przepisy związane z ochroną dworu cesarskiego i innych miejsc zakazanych |
| III      | Przewinienia urzędników popełnione w związku z pełnieniem funkcji        |
| IV       | Prawa związane z małżeństwem i rodziną                                   |
| V        | Przepisy regulujące funkcjonowanie magazynów zbożowych i utrzymanie koni |
| VI       | Mobilizacja wojska                                                       |
| VII      | Gwałt i kradzież                                                         |
| VIII     | Bójka i fałszywe oskarżenia                                              |
| IX       | Fałszerstwa i oszustwa                                                   |
| X        | Przepisy mieszane                                                        |
| XI       | Przepisy regulujące chwytanie uciekających przestępców                   |
| XII      | Przepisy regulujące proces sądowy                                        |

## System kar
System kar w Kodeksie Tang miał charakter stopniowy – każdy rodzaj kary dzielił się na stopnie ciężkości. Łącznie system karny posiadał 20 stopni.

Kodeks Tang wymieniał następujące kary i ich stopnie:
- kara uderzenia lekkim bambusem – 5 stopni, od 10 do 50 uderzeń;
- kara uderzenia ciężkim bambusem – 5 stopni, od 50 do 100 uderzeń;
- kara zesłania – 5 stopni, od 1 roku do 3 lat;
- kara banicji – 3 stopnie, od 2000 do 3000 mil oddalenia od miejsca zamieszkania;
- kara śmierci – 2 stopnie, przez powieszenie lub ścięcie.

W Kodeksie Tang istniały przesłanki złagodzenia kary w postaci tzw. 8 przywilejów. Były nimi:
- pokrewieństwo z cesarzem;
- długoletnia służba rodzinie cesarskiej;
- zasługi dla państwa (w szczególności podbicie nowych terytoriów);
- niesienie przykładu moralnego i dawanie dobrych rad;
- przydatność dla administracji i armii;
- obowiązkowość;
- pochodzenie arystokratyczne lub pełnienie wysokiego stanowiska w administracji;
- bycie potomkiem wcześniejszych dynastii.

Oprócz tego przesłanką do złagodzenia kary był wiek sprawcy (powyżej 70 i poniżej 15 lat).
Pomimo istnienia szeregu przesłanek łagodzących, nie mógł powołać się na nie sprawca jednego z dziesięciu przestępstw głównych (十惡).  Były nimi:
- rebelia;
- zdrada stanu;
- zdrada państwa
- morderstwo krewnego;
- okrucieństwo;
- brak szacunku wobec starszych;
- brak szacunku wobec rodziców;
- spory rodzinne;
- nieuczciwość;
- kazirodztwo.

Jedną z form uniknięcia odpowiedzialności było również złożenie donosu na samego siebie (zishou), które skutkowało uzyskaniem przebaczenia i uniknięciem kary.